# Nguyên tắc truy tố bắt buộc
Nguyên tắc truy tố bắt buộc hay nguyên tắc truy tố theo luật, là nguyên tắc pháp lý được áp dụng ở nhiều nước theo truyền thống Dân luật đặt ra yêu cầu cơ quan công tố bắt buộc phải truy tố người đó ra toà khi có đầy đủ bằng chứng về hành vi phạm tội của một người nào đó, để có thể kết tội anh ta. Theo nguyên tắc truy tố bắt buộc hay truy tố theo luật, mọi hành vi đủ các yếu tố cấu thành tội phạm đều phải được chuyển sang Tòa án xét xử.
Nguyên tắc này được áp dụng ở Cộng hoà Liên Bang Đức,, và cả Việt Nam. Nó cũng đã được yêu cầu bởi Hiến pháp Ý từ năm 1948. Nó bảo đảm sự bình đẳng trước pháp luật, mọi người phạm tội đều phải được Tòa án xét xử. Nhưng nó là một nguyên tắc cứng nhắc, thiếu sự mềm dẻo để giải quyết vấn đề tội phạm, cân bằng giữa lợi ích công và lợi ích cá nhân, như nguyên tắc tuỳ nghi truy tố, mà cho phép Công tố viên có quyền lựa chọn truy tố tội phạm. Việc thiếu một yêu cầu như vậy ở Hoa Kỳ đưa tới khuynh hướng khuyến khích đàm phán thương lượng.